# Lijst van voetbalinterlands Filipijnen - Malediven
Deze lijst van voetbalinterlands is een overzicht van alle officiële voetbalinterlands tussen de nationale teams van de Filipijnen en de Malediven. De landen hebben tot nu toe zes keer tegen elkaar gespeeld. De eerste wedstrijd, een kwalificatiewedstrijd voor de AFC Challenge Cup 2010, werd gespeeld in Malé op 16 april 2009. Het laatste duel, een kwalificatiewedstrijd voor de Azië Cup 2027, vond plaats op 25 maart 2025 in New Clark City.

## Wedstrijden
| № | Plaats         | Datum            | Competitie                          | Wedstrijd              | Uitslag |
| - | -------------- | ---------------- | ----------------------------------- | ---------------------- | ------- |
| 1 | Malé           | 16 april 2009    | AFC Challenge Cup 2010 kwalificatie | Malediven - Filipijnen | 3 − 2   |
| 2 | Malé           | 27 mei 2014      | AFC Challenge Cup 2014              | Malediven - Filipijnen | 2 − 3   |
| 3 | Manilla        | 3 september 2015 | Vriendschappelijk                   | Filipijnen − Malediven | 2 − 0   |
| 4 | Malé           | 14 november 2019 | WK 2022 kwalificatie                | Malediven − Filipijnen | 1 − 2   |
| 5 | Sharjah        | 15 juni 2021     | WK 2022 kwalificatie                | Filipijnen − Malediven | 1 − 1   |
| 6 | New Clark City | 25 maart 2025    | Azië Cup 2027 kwalificatie          | Filipijnen − Malediven | 4 − 1   |

## Samenvatting
| Competitie                     | Totaal gespeeld | Winst Filipijnen | Gelijk | Winst Malediven | Doelsaldo Filipijnen – Malediven |
| ------------------------------ | --------------- | ---------------- | ------ | --------------- | -------------------------------- |
| WK-kwalificatie                | 2               | 1                | 1      | 0               | 3 − 2                            |
| Azië Cup-kwalificatie          | 1               | 1                | 0      | 0               | 4 − 1                            |
| AFC Challenge Cup              | 1               | 1                | 0      | 0               | 3 − 2                            |
| AFC Challenge Cup-kwalificatie | 1               | 0                | 0      | 1               | 2 − 3                            |
| Vriendschappelijk              | 1               | 1                | 0      | 0               | 2 − 0                            |
| Totaal                         | 6               | 4                | 1      | 1               | 14 − 8                           |

PFF · 
A-internationals · 
Filipijns vrouwenelftal
Afghanistan ·
Australië ·
Azerbeidzjan ·
Bahrein ·
Bangladesh ·
Bhutan ·
Brunei ·
Cambodja ·
China ·
Estland ·
Fiji ·
Guam ·
Hongkong ·
India ·
Indonesië ·
Irak ·
Iran ·
Israël ·
Japan ·
Jemen ·
Jordanië ·
Kirgizië ·
Koeweit ·
Laos ·
Libanon ·
Macau ·
Malediven ·
Maleisië ·
Mongolië ·
Myanmar ·
Nepal ·
Noord-Korea ·
Oezbekistan ·
Oman ·
Oost-Timor ·
Pakistan ·
Palestina ·
Papoea-Nieuw-Guinea ·
Qatar ·
Singapore ·
Sri Lanka ·
Syrië ·
Tadzjikistan ·
Taiwan ·
Thailand ·
Turkmenistan ·
Verenigde Arabische Emiraten ·
Vietnam ·
Zuid-Korea ·
Zuid-Vietnam
FAM · A-internationals · Maldivisch vrouwenelftal
1980 - 1989 · 
1990 - 1999 · 
2000 – 2009 · 
2010 – 2019 ·
2020 − 2029
Afghanistan ·
Bahrein ·
Bangladesh ·
Bhutan ·
Brunei ·
Cambodja ·
China ·
Comoren ·
Filipijnen ·
Guam ·
Hongkong ·
India ·
Indonesië ·
Iran ·
Jemen ·
Kirgizië ·
Laos ·
Libanon ·
Maleisië ·
Mauritius ·
Mongolië ·
Myanmar ·
Nepal ·
Oezbekistan ·
Oman ·
Pakistan ·
Palestina ·
Qatar ·
Seychellen ·
Singapore ·
Sri Lanka ·
Syrië ·
Tadzjikistan ·
Thailand ·
Turkmenistan ·
Vietnam ·
Zuid-Korea